# 徳興大院君
徳興大院君（とくこうだいいんくん、トグンデウォングン、덕흥대원군）は、李氏朝鮮初期の王族であった人物。諱は岹 (チョ、초)、字は景仰（けいぎょう、キョンアン）、幼名は歓壽（かんじゅ、ハンス）。第11代国王である中宗の第9王子（第7庶子）で実母は昌嬪安氏。第14代国王宣祖の父。

## 生涯
嘉靖9年3月5日（1530年4月2日）、朝鮮漢城にて誕生した。嘉靖18年（1538年）徳興君に冊封され、4年後の嘉靖22年（1542年）、世祖治世下で領議政を務めた鄭麟趾 (河東府院君) の曾孫であり、判中樞府事 (六曹の総括長官)であった鄭世虎の娘である河東鄭氏と結婚した。河源君(李鋥)、河陵君(李鏻)、宣祖、李明順、李恵玉の3男2女がある。明宗14年/嘉靖38年5月9日（1559年6月14日）に病のため私邸であった都正宮にて薨去し、同年8月16日（9月17日）、楊州 (現南楊州市) 水落山に埋葬された。
隆慶元年（1567年）、三男の河城君が明宗の崩御に伴い、即位して宣祖となった。2年後の宣祖2年/隆慶3年（1569年）、北宋第5代皇帝英宗の実父趙允譲に濮王の号が追号された故事にならって、徳興君は「徳興大院君」と、夫人の河東鄭氏は「河東府大夫人」と追尊された。夫妻は「皇伯父母」とも称された。

## 著作
漢詩をものし、『遺墨』という著作がある。

## 家族
- 祖父: 成宗
- 祖母: 貞顕王后尹氏
- 父: 中宗
- 母: 昌嬪安氏
- 妻: 河東府大夫人 (河東)鄭氏（朝鮮語版） (1522-1567)
- 子女
  - 長男: 河源君李鋥（朝鮮語版） (1545-1597)
  - 次男: 河陵君李鏻（朝鮮語版） (1546-1592)
  - 三男: 宣祖 (1552-1608)
  - 長女: 李明順 (1548-没年不明) 広陽君(安滉) (生年不明-1593) 夫人。
  - 次女: 李恵玉 (1558-没年不明) 南忠元夫人。